# Gouvernement Conte II
Pour les articles homonymes, voir gouvernement Conte.
République italienne
Conte I Draghi
Le gouvernement Conte II (en italien : Governo Conte II) est le gouvernement de la République italienne entre le 5 septembre 2019 et le 13 février 2021, durant la XVIIIe législature du Parlement.

## Historique

### Coalition
Dirigé par le président du Conseil des ministres indépendant sortant Giuseppe Conte, ce gouvernement est constitué et soutenu par une coalition entre le Mouvement 5 étoiles (M5S), le Parti démocrate (PD) et les groupes parlementaires Libres et égaux (LeU). Ensemble, ils disposent de 341 députés sur 630, soit 54,1 % des sièges de la Chambre des députés, et 162 sénateurs sur 319, soit 50,8 % des sièges du Sénat de la République.
Il est formé à la suite de la rupture de la majorité sortante.
Il succède donc au gouvernement Conte I, constitué et soutenu par une coalition entre le M5S et la Ligue (Lega).

### Formation
Le 29 août 2019, neuf jours après la démission de Giuseppe Conte en raison de la demande du vice-président du Conseil et ministre de l'Intérieur Matteo Salvini de l'organisation d'élections générales anticipées, le président de la République Sergio Mattarella confie à Conte le mandat de constituer un nouvel exécutif. Il prend cette décision à la suite de l'accord de principe entre le M5S et le PD pour former une nouvelle majorité,,.
Il présente son équipe de 21 ministres, dont sept femmes, une semaine plus tard, le 4 septembre, à l'issue d'un nouvel entretien avec le président Mattarella. Les deux postes de vice-président du Conseil disparaissent, dix ministres sont issus ou proches du M5S, neuf du PD et un de LeU, tandis que la ministre de l'Intérieur Luciana Lamorgese est la seule « technicienne » de la nouvelle équipe. Les ministres de la Justice Alfonso Bonafede et de l'Environnement Sergio Costa sont reconduits, tandis que le ministre du Développement économique Luigi Di Maio devient ministre des Affaires étrangères et que l'ancien ministre des Biens culturels Dario Franceschini est rappelé à ce poste. Le député européen Roberto Gualtieri, président de la commission des Affaires économiques du Parlement européen, est nommé ministre de l'Économie et des Finances, dans ce qui est perçu comme un geste d'apaisement envers la Commission européenne. Treize ministres sont issus de Rome et du Mezzogiorno, tandis que huit proviennent du nord de la Péninsule,.

### Votes de confiance
Le gouvernement se présente le 9 septembre devant la Chambre des députés, afin d'en solliciter la confiance. Après un discours du président du Conseil axé sur la nécessité de réformer l'Union européenne, notamment en assouplissant les règles de convergence de l'union économique et monétaire, en instaurant un budget de la zone euro et en établissant un plan d'investissement durable, l'exécutif obtient le soutien des députés par 343 voix pour et 260 contre,. Le lendemain, c'est le Sénat de la République qui accorde sa confiance au nouveau cabinet, par 169 suffrages favorables contre 133 oppositions et cinq abstentions.

### Démission et succession
Le 13 janvier 2021, les deux ministres issus de Italia Viva démissionnent du gouvernement. En effet, Matteo Renzi annonce le retrait de sa formation de la coalition. Le gouvernement perd alors sa majorité absolue. Conte sollicite un vote de confiance le 18 janvier à la Chambre des députés et le 19 au Sénat de la République. Il obtient la confiance de la Chambre des députés avec 321 voix favorables et 259 contre. Il obtient également la confiance du Sénat de la République avec 156 voix favorables, 140 contre et 16 abstentions.
Conte annonce sa démission le 26 janvier, et indique au président Sergio Mattarella qu'il est prêt à tenter de former son troisième gouvernement depuis 2018. Le 30 janvier, le président Mattarella confie au président de la Chambre des députés Roberto Fico un mandat exploratoire pour tenter de reconstituer la majorité sortante. Les négociations échouent le 2 février. Le président convoque alors l'ancien gouverneur de la Banque centrale européenne Mario Draghi et le charge de former un gouvernement de technocrates.

## Composition

### Initiale (5 septembre 2019)
| Fonction | Titulaire | Titulaire                                | Parti       |
| --- | --------- | ---------------------------------------- | ----------- |
| Président du Conseil des ministres |           | Giuseppe Conte                           | Sans        |
| Secrétaire d'État à la présidence du Conseil des ministres Secrétaire du Conseil des ministres                                                            |           | Riccardo Fraccaro                        | M5S         |
| Ministres sans portefeuille |           |                                          |             |
| Ministre pour les Relations avec le Parlement |           | Federico D'Incà                          | M5S         |
| Ministre pour l'Innovation technologique et la Numérisation                                                                                               |           | Paola Pisano                             | M5S         |
| Ministre pour l'Administration publique |           | Fabiana Dadone                           | M5S         |
| Ministre pour les Affaires régionales et les Autonomies                                                                                                   |           | Francesco Boccia                         | PD          |
| Ministre pour le Sud et la Cohésion territoriale |           | Giuseppe Provenzano                      | PD          |
| Ministre pour les Politiques de la jeunesse et les Sports                                                                                                 |           | Vincenzo Spadafora                       | M5S         |
| Ministre pour l'Égalité des chances et la Famille |           | Elena Bonetti                            | IV          |
| Ministre pour les Affaires européennes |           | Vincenzo Amendola                        | PD          |
| Ministres |           |                                          |             |
| Ministre des Affaires étrangères et de la Coopération internationale                                                                                      |           | Luigi Di Maio                            | M5S         |
| Ministre de l'Intérieur |           | Luciana Lamorgese                        | Sans        |
| Ministre de la Justice |           | Alfonso Bonafede                         | M5S         |
| Ministre de la Défense |           | Lorenzo Guerini                          | PD          |
| Ministre de l'Économie et des Finances |           | Roberto Gualtieri                        | PD          |
| Ministre du Développement économique |           | Stefano Patuanelli                       | M5S         |
| Ministre des Politiques agricoles, alimentaires et forestières et du Tourisme Ministre des Politiques agricoles, alimentaires et forestières (22/09/2019) |           | Teresa Bellanova                         | IV          |
| Ministre de l'Environnement, de la Protection du territoire et de la Mer                                                                                  |           | Sergio Costa                             | Sans        |
| Ministre des Infrastructures et des Transports |           | Paola De Micheli                         | PD          |
| Ministre du Travail et des Politiques sociales |           | Nunzia Catalfo                           | M5S         |
| Ministre pour les Biens et les Activités culturels Ministre pour les Biens et les Activités culturels et le Tourisme (22/09/2019)                         |           | Dario Franceschini                       | PD          |
| Ministre de l'Éducation, de l'Enseignement supérieur et de la Recherche                                                                                   |           | Lorenzo Fioramonti (jusqu'au 25/12/2019) | M5S         |
| Ministre de l'Éducation, de l'Enseignement supérieur et de la Recherche                                                                                   |           | Giuseppe Conte (intérim)                 | Sans        |
| Ministre de la Santé |           | Roberto Speranza                         | LeU (Art.1) |

### Remaniement du 10 janvier 2020
- Les nouveaux ministres sont indiqués en gras, ceux ayant changé d'attributions en italique.

| Fonction                                                                                       | Titulaire | Titulaire                              | Parti       |
| ---------------------------------------------------------------------------------------------- | --------- | -------------------------------------- | ----------- |
| Président du Conseil des ministres                                                             |           | Giuseppe Conte                         | Sans        |
| Secrétaire d'État à la présidence du Conseil des ministres Secrétaire du Conseil des ministres |           | Riccardo Fraccaro                      | M5S         |
| Ministres sans portefeuille                                                                    |           |                                        |             |
| Ministre pour les Relations avec le Parlement                                                  |           | Federico D'Incà                        | M5S         |
| Ministre pour l'Innovation technologique et la Numérisation                                    |           | Paola Pisano                           | M5S         |
| Ministre pour l'Administration publique                                                        |           | Fabiana Dadone                         | M5S         |
| Ministre pour les Affaires régionales et les Autonomies                                        |           | Francesco Boccia                       | PD          |
| Ministre pour le Sud et la Cohésion territoriale                                               |           | Giuseppe Provenzano                    | PD          |
| Ministre pour les Politiques de la jeunesse et les Sports                                      |           | Vincenzo Spadafora                     | M5S         |
| Ministre pour l'Égalité des chances et la Famille                                              |           | Elena Bonetti (jusqu'au 13/01/2021)    | IV          |
| Ministre pour les Affaires européennes                                                         |           | Vincenzo Amendola                      | PD          |
| Ministres                                                                                      |           |                                        |             |
| Ministre des Affaires étrangères et de la Coopération internationale                           |           | Luigi Di Maio                          | M5S         |
| Ministre de l'Intérieur                                                                        |           | Luciana Lamorgese                      | Sans        |
| Ministre de la Justice                                                                         |           | Alfonso Bonafede                       | M5S         |
| Ministre de la Défense                                                                         |           | Lorenzo Guerini                        | PD          |
| Ministre de l'Économie et des Finances                                                         |           | Roberto Gualtieri                      | PD          |
| Ministre du Développement économique                                                           |           | Stefano Patuanelli                     | M5S         |
| Ministre des Politiques agricoles, alimentaires et forestières                                 |           | Teresa Bellanova (jusqu'au 13/01/2021) | IV          |
| Ministre des Politiques agricoles, alimentaires et forestières                                 |           | Giuseppe Conte (intérim)               | Sans        |
| Ministre de l'Environnement, de la Protection du territoire et de la Mer                       |           | Sergio Costa                           | Sans        |
| Ministre des Infrastructures et des Transports                                                 |           | Paola De Micheli                       | PD          |
| Ministre du Travail et des Politiques sociales                                                 |           | Nunzia Catalfo                         | M5S         |
| Ministre pour les Biens et les Activités culturels et le Tourisme                              |           | Dario Franceschini                     | PD          |
| Ministre de l'Éducation                                                                        |           | Lucia Azzolina                         | M5S         |
| Ministre de la Santé                                                                           |           | Roberto Speranza                       | LeU (Art.1) |
| Ministre de l'Enseignement supérieur et de la Recherche                                        |           | Gaetano Manfredi                       | Sans        |